# 大安镇镇
大安镇镇，是中华人民共和国河北省唐山市玉田县下辖的一个乡镇级行政单位。

## 历史沿革
- 1953年，建大安镇乡；
- 1993年2月，撤销大安镇乡、后螺山乡，设立大安镇镇。

## 行政区划
大安镇镇下辖以下地区：
大庞各庄村、小庞各庄村、大白山村、后螺山村、峰山村、石河村、吉家行村、小南庄村、胜利村、板胡庄村、庄村、丁程庄村、河李庄村、华祥村、老宋贾庄村、龙周村、前辛屯村、张徐庄村和状元村。

## 交通
京哈铁路：螺山站